# Methodenstreit

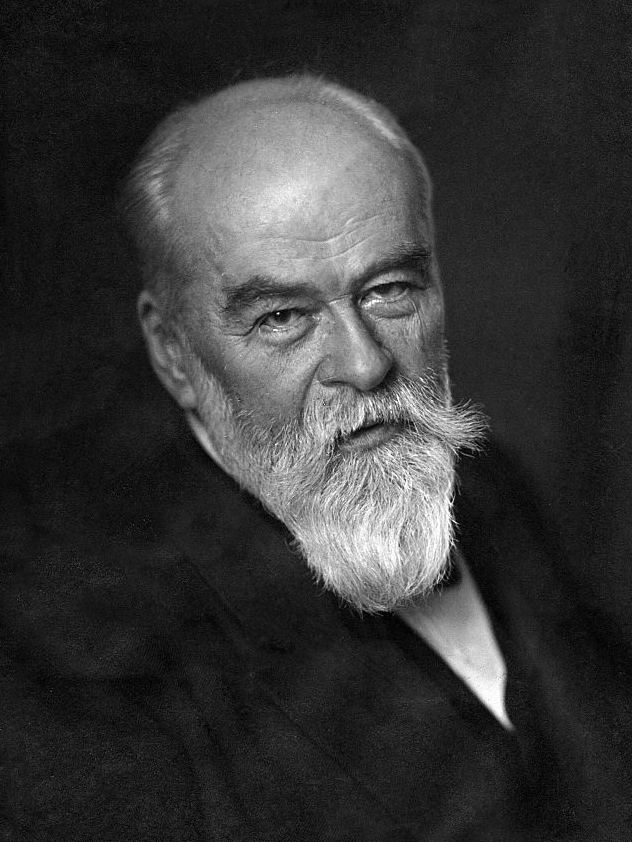
Gustav von Schmoller.

Le Methodenstreit, littéralement « querelle des méthodes », désigne plusieurs controverses académiques en Allemagne et en Autriche-Hongrie.

## La querelle économique entre Menger-Schmoller
La première querelle des méthodes, de nature épistémologique, eut lieu à partir de 1883 entre Carl Menger, père de l'école autrichienne d'économie, et les tenants de l'École historique allemande, dite aussi des Kathedersozialisten (« socialistes de la chaire »), menée par Gustav von Schmoller.
Ces derniers soutenaient qu'il n'existe pas de lois générales des phénomènes économiques qui soient valables en tout temps et en toutes circonstances et que la discipline économique se résume à l'histoire des faits économiques et à leur analyse.
Les économistes de l'école autrichienne, au contraire, considéraient que les motivations humaines et leur interaction sociale forment un ensemble trop complexe pour se prêter à l'analyse statistique, et qu'il fallait donc partir de la connaissance élémentaire de l'individu et de ses comportements pour développer, par l'application de la logique philosophique, les lois de l'économie. Cette méthode hypothético-déductive  est celle des mathématiques et de la logique et s’oppose donc à la méthode expérimentale reprise des sciences physiques (le « dualisme méthodologique »). Carl Menger s'oppose également à la méthode hypothético-déductive et défend l'apriorisme.

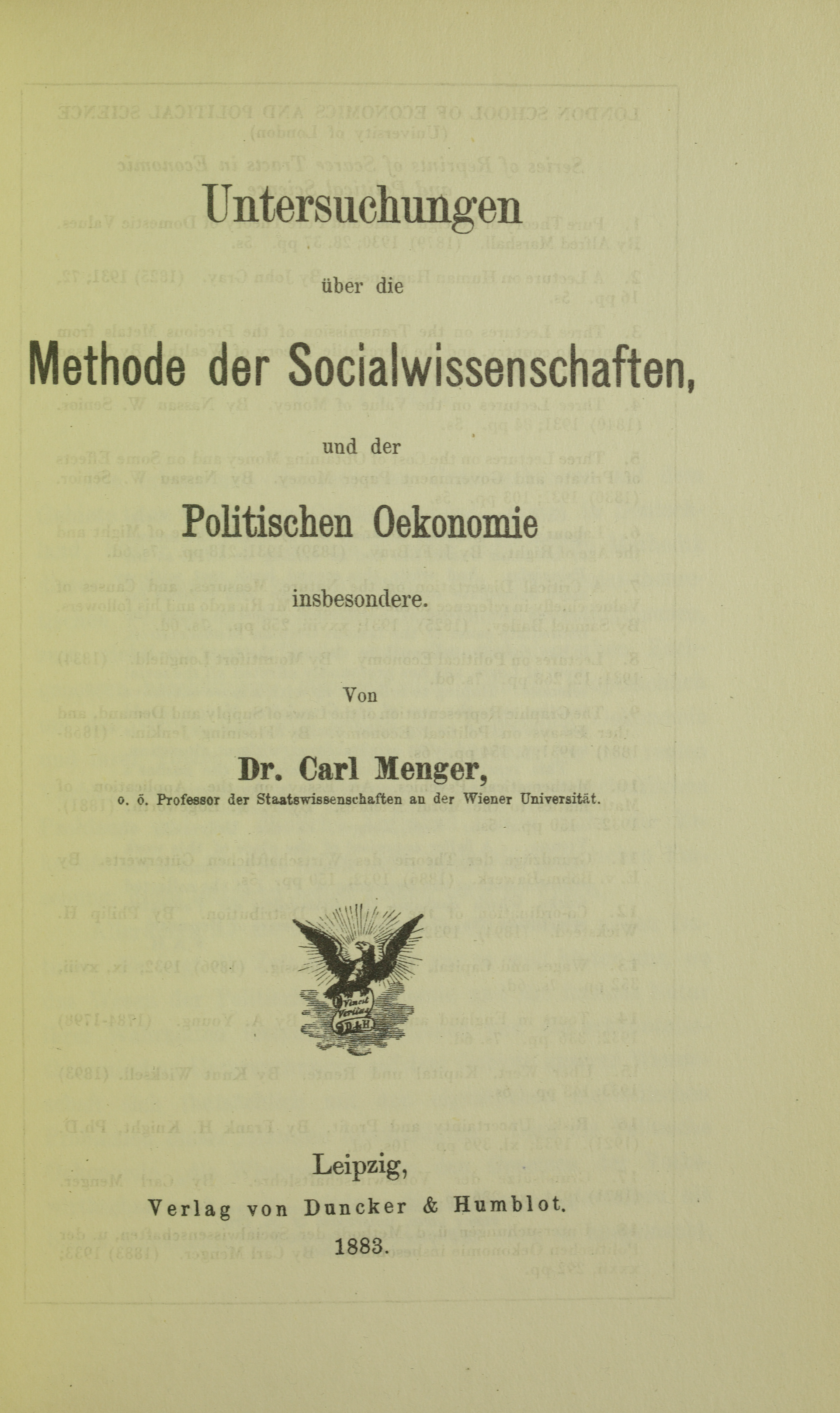
Untersuchungen über das Methode der socialwissenschaften und der politischen Ökonomie insbesondere, 1883 (ici une réimpression de 1933).

Menger publia en 1883 Untersuchungen über die Methode der Sozialwissenschaften, und der politischen Őkonomie insbesondere, c'est-à-dire Recherches sur les méthodes des sciences sociales, en particulier de l’économie politique dont Schmoller fit une critique acerbe, à laquelle Menger répondit en 1884 par un pamphlet intitulé Irrthümer des Historismus in der deutschen Nationalökonomie, Les erreurs de l'historicisme sur l'économie allemande.

## La querelle des méthodes sous Weimar
Sous la république de Weimar, une autre Methodenstreit (dite « Methoden- oder Richtungsstreit der Staatsrechtslehre » ou « querelle des méthodes ou querelle de sens dans la théorie du droit public ») opposa les intellectuels allemands, notamment juristes, sur la nature de l'État, du régime parlementaire et de la démocratie. Elle opposa ainsi, entre autres, Carl Schmitt à Kelsen, Hermann Heller ou Rudolf Smend.